# Konoe Iehira
Konoe Iehira (近衛 家平, também conhecido como Okanomoto dono, 1282 - 1324) foi um kuge (membro da Corte) que viveu durante o Período Kamakura da história do Japão. Era um membro do Clã Konoe (um dos ramos do clã Fujiwara ) e filho  de Iemoto.

## Histórico
Iehira entrou na corte imperial em 1290 com a classificação de shōgoi (funcionário de quinto escalão pleno) durante o reinado do Imperador Fushimi. Rapidamente foi promovido a jushii (quarto escalão júnior) e, em seguida, jusanmi (terceiro escalão júnior) em 1291. Foi nomeado Chūnagon em 1292, e posteriormente promovido à classificação de shōsanmi (terceiro escalão pleno) em 1293, e de junii em 1294, e em 1295 a shōnii (segundo escalão júnior) e nomeado Dainagon.
Durante o governo do Imperador Go-Nijo Iehira foi nomeado naidaijin em 1305, e em 1306 passou a ser Udaijin cargo que ocupou até 1309, quando no governo do Imperador Hanazono foi promovido a Sadaijin permanecendo no cargo até 1314. Neste período foi classificado como juichii (primeiro escalão júnior). Finalmente, em 1313, foi nomeado líder do clã Fujiwara e kanpaku (regente) de Hanazono até 1315.
Em 1324 abandonou sua vida na corte e tornou-se um monge budista (shukke), morrendo neste mesmo ano. Konoe Tsunetada era um de seus filhos e ficou na liderança do clã após o curto mandato de seu irmão Tsunehira.